# Shortsville
Shortsville är en ort (village) i Ontario County i delstaten New York. Vid 2010 års folkräkning hade Shortsville 1 439 invånare.